# القدس 24
القدس 24 هي محطة إذاعية فلسطينية ناطقة باللغتين الإنجليزية والعبرية تبث من مدينة رام الله في فلسطين.

## لمحة تاريخية
تعود فكرة تأسيس محطة إذاعية فلسطينية ناطقة بلغات غير العربية إلى عام 2015 في أعقاب موجة عمليات الطعن التي وقعت في القدس وقتل الإسرائيليين للأطفال الفلسطينيين تحت مزاعم حملهم لسكاكين. تأسست إذاعة القدس 24 في سبتمبر (أيلول) عام 2021 بتمويل من منظمة شيرش إيد الدنماركية غير الحكومية، وركزت الإذاعة على الصراع العربي الإسرائيلي وخصوصا القضية الفلسطينية، بهدف مشاركة الرواية الفلسطينية والأحداث الجارية من وجهة نظر المجتمع الفلسطيني مع الجمهور الإسرائيلي والجمهور غير العربي في العالم الأوسع، فقد كان من الملاحظ أن العالم يتابع الأحداث الجارية في مدن وبلدان فلسطين من خلال ما يبثه الجانب الإسرائيلي عبر وسائله الإعلامية، ويستمع إلى الرواية الإسرائيلية فقط. وعلى الرغم من أن إذاعة القدس 24 تهتم بشؤون مدينة القدس بشكل خاص، قإنّ مقرها وأبراج البث الخاصة بها تقع في مدينة رام الله في الضفة الغربية في فلسطين حيث تمنع سلطات الاحتلال الإسرائيلي أي تواجد سيادي للسلطة الفلسطينية في مدينة القدس.

## البرامج
تعتبر إذاعة القدس 24 هي الإذاعة الفلسطينية الوحيدة الناطقة باللغة الإنجليزية بالكامل على مستوى المنطقة العربية. تبث إذاعة القدس 24 على مدار اليوم عشرة مواجز إخبارية إذاعية باللغة الإنجليزية وموجزا وتقريرا واحدا باللغة العبرية، كما تبث برنامجًا إخباريًا صباحيًا وبرنامج آخر بعنوان «ذيس إز جيروزاليم» يركز على جغرافية المدينة وشخصياتها المؤثرة في شتى المجالات، بالإضافة إلى برنامج ثقافي منوع وومضات إذاعية حول القضايا الساخنة في البلاد، وقد انتقدت الإذاعة كلا من الحكومة الإسرائيلية وحكومة السلطة الوطنية الفلسطينية. وبحسب مراسل القدس 24 محمد حمايل، فقد كان النقد يتم بشكل احترافي.